# Demotape (Fettes-Brot-Album)
Demotape ist das vierte Studioalbum der deutschen Rapgruppe Fettes Brot. Es wurde am 1. Oktober 2001 über das Label Yo Mama’s Recording veröffentlicht.

## Produktion
Das Album wurde größtenteils von dem Musikproduzenten André Luth zusammen mit Fettes Brot produziert. Die Musik zu den Liedern Next Episode und Motherfucker stammt von DJ exel. Pauly, während der Song The Grosser von Arne Diedrichson produziert wurde.

## Covergestaltung
Das Albumcover zeigt die Schriftzüge Fettes Brot in Schwarz und Demotape in Rot. Diese befinden sich auf einem weißen Karton, aus dem Stücke in Form einer Musikkassette und zwei gekreuzten Knochen ausgeschnitten sind.

## Gastbeiträge
Der einzige Gastauftritt des Albums stammt von der deutschen Hip-Hop-Gruppe Skunk Funk, die auf dem Lied Fast 30 zu hören ist.

## Titelliste
| #  | Titel                         | Gastmusiker | Länge |
| -- | ----------------------------- | ----------- | ----- |
| 1  | Next Episode                  |             | 2:16  |
| 2  | Lichterloh                    |             | 4:10  |
| 3  | Kinder im Hof                 |             | 0:18  |
| 4  | Motherfucker                  |             | 3:00  |
| 5  | Schwule Mädchen               |             | 3:23  |
| 6  | The Grosser                   |             | 4:00  |
| 7  | O La La                       |             | 3:48  |
| 8  | Ich hasse das                 |             | 4:28  |
| 9  | Deniz Grill                   |             | 0:11  |
| 10 | Fast 30                       | Skunk Funk  | 5:00  |
| 11 | Hier drinne                   |             | 5:29  |
| 12 | So richtig glücklich          |             | 1:51  |
| 13 | Bolzplatz                     |             | 0:28  |
| 14 | Könnten Sie mich kurz küssen? |             | 4:00  |
| 15 | Bahnsteigkante                |             | 0:44  |
| 16 | Bring mich nach Haus          |             | 5:11  |

## Chartplatzierungen und Singles
Demotape stieg am 15. Oktober 2001 auf Platz 11 in die deutschen Albumcharts ein und konnte sich insgesamt 18 Wochen in den Top 100 halten. In Österreich belegte das Album Rang 28 und in der Schweiz Platz 49.
| ChartsChartplatzierungen | Höchstplatzierung | Wochen |
| ------------------------ | ----------------- | ------ |
| Deutschland (GfK)        | 11 (18 Wo.)       | 18     |
| Österreich (Ö3)          | 28 (7 Wo.)        | 7      |
| Schweiz (IFPI)           | 49 (5 Wo.)        | 5      |

Am 20. August 2001 wurde der Song Schwule Mädchen als erste Single veröffentlicht und erreichte Platz 9 der deutschen Charts. Die zweite Auskopplung The Grosser erschien am 3. Dezember 2001 und belegte Rang 26 in Deutschland.

## Rezeption
| Professionelle Bewertungen | Professionelle Bewertungen |
| -------------------------- | -------------------------- |
| Kritiken                   |                            |
| Quelle                     | Bewertung                  |
| laut.de                    | [ 4 ]                      |

Joachim Gauger von laut.de bewertete Demotape mit vier von möglichen fünf Punkten. Fettes Brot überzeugten „mit gewohnt melodischen Tracks, technischer Finesse und vor allem mit genial-verspielten Beats.“ Textlich werde „die eine oder andere Anekdote erzählt, viel Kritik an der Gesellschaft geübt und auch mal politisch gegen Leitkultur und George W. Bush gereimt.“ Letztendlich habe die Gruppe „ohne ihren Stil über Bord zu werfen ein verdammt vielfältiges Album produziert,“ das „locker über dem grauen Rapalltag“ stehe.